# Robert De la Gardie (talman)
Robert De la Gardie, född 17 december 1823 i Kristianstad, död 19 maj 1916 i Stockholm, var en svensk greve, landshövding och talman. Han var son till landshövdingen Axel Gabriel De la Gardie och far till landshövdingen och riksdagsmannen Robert De la Gardie.
De la Gardie blev 1844 filosofie magister i Lund och ägnade sig, efter att under några år tidtals ha tjänstgjort som extra ordinarie kanslist i Civildepartementet, 1849–1867 åt lantbruk i egenskap av ägare till säteriet Silvåkra gård i Malmöhus län.
Robert De la Gardie är begravd på Östra kyrkogården i Flen.

## Politisk karriär
Större delen av sitt liv deltog han i det parlamentariska livet. Han var en konservativ frihandlare.

### Politiska uppdrag
- 1859 års samt 1865–66 års riksdagar ledamot av ridderskapet och adeln
- 1864–1866 ledamot i kommittén ang. grundskatternas inlösen
- 1865 ordförande i statsrevisionen
- 1867 representant för Torna härad i andra kammaren
- 1867 (förordnad), 1869–1901 landshövding i Östergötlands län
- 1874–1875, 1889–1890, 1894–1902 representant för Linköpings stad i andra kammaren
- 1879–1883 ordförande i skatteregleringskommittén
- 1879–1888 representant för Östergötlands län i Första kammaren
- 1867 ledamot av konstitutionsutskottet
- 1875, 1880, 1881, 1885, 1887, även maj-riksdagen, och 1888 ledamot av tillfälligt utskott
- 1886 ledamot av bevillningsutskottet
- 1891–1892 ordförande i kommittén ang. minderårigas användande i arbete vid fabrik eller hantverk
- 1894–1902 talman i andra kammaren.
- 1902 ordförande i kommittén för revision av krigslagstiftningen (efter E. G. Boström)

Som ledamot i kommittén ang. grundskatternas inlösen omfattade De la Gardie den åsikten, att grundskatterna var ur teoretisk eller historisk synpunkt "en petrificerad bit av ett föråldradt beskattningssystem, som öfvertofvat sig själft". Han yrkade därför på grundskatternas totala och obligatoriska avlösning genom amortering under en längre tidsföljd till så billiga villkor, att det i sig självt skulle innebära en partiell efterskänkning, samt från statens sida tillskjutande av nödvändigt tillskott för bildande av ett kapital, av vilken räntan, motsvarande grundskatternas belopp, skulle utgöra statens stadigvarande inkomst.
I skatteregleringskommittén framförde han den sedan upptagna principen, att bevillning på jordbruksfastighet skulle utgöras med 6 öre för varje 100 kronor av taxeringsvärdet.
I Första kammaren var De la Gardie motståndare till regeringen Posses härordningsförslag.
Även om han tillhörde den frihandelsvänliga riktningen, var han 1886 med om förslaget från bevillningsutskottets att säga upp mellanrikslagen vilket inte godkändes av kamrarna.
Som kammarledamot uttalade De la Gardie sig inte ofta, men sökte gärna ge sina talmanstal inför tronen eller till kammaren och sina icke sällan förekommande korta minnesrunor över bortgångna riksdagsmän en viss vältalig form.

## Familj
De la Gardie gifte sig 9 juni 1850 i Uppsala domkyrka med Johanna Matilda von Kræmer (1826–1907), dotter till landshövdingen Robert Fredrik von Kræmer och Maria Charlotta Söderberg. De fick tillsammans barnen Matilda De la Gardie (född 1852), Anna De la Gardie (född 1854) som var gift med domprosten Johan Herman Björnström i Västerås domkyrkoförsamling, Ebba De la Gardie (född 1855), Marianne De la Gardie (1856–1909) som var gift med överintendenten Ulf Claes Vilhelm Sparre, landshövdingen Robert De la Gardie (1858–1937) i Malmöhus län, Axel De la Gardie (1861–1869) och Alma De la Gardie (1864–1869).

## Utmärkelser
- Kommendör med stora korset av Nordstjärneorden, 1 december 1882.[9]